# Mimi Terris
Mimi Andrea Elisabet Terris, född 10 juli 1984 i Göteborg, är en svensk sångerska och låtskrivare.

## Biografi
Mimi Terris är uppvuxen i ett musikaliskt hem i Göteborg och på Tjörn. Den USA-födde fadern, David Terris, är bildkonstnär och modern samt styvfadern har i många år varit sångare respektive saxofonist i Bohuslän Big Band. Efter Brunnsbo musikklasser gick hon musikgymnasium i Göteborg. Med bland andra Vanessa Liftig bildade hon soulgruppen Bless, som 2002 vann Musik Direkts Stora turnépris och turnerade runt om i Europa, samt electronicaduon Dreamsville, som bland annat medverkade vid Ostindiefararen Götheborgs kungliga galakonsertprogram i kinesiska Kanton 2006. De båda har också medverkat på Embees Grammis-vinnande Tellings from Solitaria, skivor av housekollektivet Gonkyburg och Andreas Saags/Stateless' Art of No State med flera. Medverkan i barnroller i opera och musikal på Göteborgsoperan ledde till ett intresse för klassisk musik, varför hon 2007 inledde studier i klassisk sång och opera vid Birmingham Conservatoire, följt av vidare master-studier vid Köpenhamns musikkonservatorium 2008–2011. Den hårda konkurrensmiljön inom operavärlden ledde dock till att hon hoppade av den banan, reste till New York och återupptäckte den tidiga jazzen från sin uppväxt. Hon bosatte sig i Malmö.
2012 spelade hon in egna debutskivan, They Say It's Spring, med främst äldre amerikansk jazzmusik och med amerikanska musiker som Gordon Webster och Cassidy Holden. En livskris några år senare ledde till att hon en tid hamnade på sjukhus, där hon för första gången sedan barndomen började skriva egna låtar, 16 sånger med svensk text på två veckor. Dessa blev till den högst personliga skivan Flytta hemifrån (2015), som fick bra kritik och väckte associationer till Monica Zetterlund, Alice Babs och Ulla Billquist. 2016 var hon solist vid Danmarks Radios stora tv-sända julkonsert och skivinspelning, Jazzin' Around Christmas, med Danska Radions Big Band. 2017 kom hennes andra skiva med egna sånger, Den stora skalan, följd av turné.
I december 2018 medverkade hon i julshowen ”Jul-ånga”, som spelades i Malmö, tillsammans med kåsören och radiomannen m.m. Kalle Lind och hans gamle vapendragare, komikern Valle Westesson.
Under 2019 har hon även turnerat med nämnde Kalle Lind och orkester med hyllningsprogrammet till Tage Danielsson, Nya Friska Tage, samt medverkat i hyllningsrevyn Povel Ramel Tribute med Povel Ramel-verk på Lund Comedy Festival i augusti.

## Diskografi
Album
- 2012 – They Say It's Spring (Calibrated Records, Danmark)
- 2015 – Flytta hemifrån (Calibrated Records)
- 2016 – Jazzin' Around Christmas, med Danska Radions Big Band
- 2017 – Den stora skalan (Calibrated Records)

Medverkan på andras album
- 2003 – Art of No State (med Stateless)
- 2004 – Tellings from Solitaria (med Embee)

## Priser och utmärkelser
- 2002 – Musik Direkts Stora turnépris (med gruppen Bless)
- 2016 – Malmö stads kulturstipendium